# Цецилієва дорога

Римські дороги в Італії

Цецилієва дорога (лат. Via Cecilia  або Caecilia) — римська дорога, яка відгалужувалась від Соляної дороги за 35 миль (56 км) від Риму
та йшла через Амітернум (лат. Amiternum) до міста Атрі на адріатичного узбережжя.
Відгалуження дороги проходило через Interamnia Praetuttiorum (зараз Терамо) та імовірно досягало адріатичного узбережжя біля Castrum Novum (зараз Джуліанова) на відстані близько 150 км від Риму.
Достеменно невідомо, хто збудував дорогу. Найімовірніше, вона була побудована в 142 році до н.е. консулом Луцієм Цецилієм Метеллом Кальвом або в 117 році до н.е. Луцієм Цецилієм Метеллом Діадематом (консул в 117 р. до н.е.,цензор в 115 р. до н.е. ).